# Talkie Walkie
Talkie Walkie är ett album av franska duon Air, utgivet i januari 2004. 
"Alone in Kyoto" återfinns på soundtrack till Sofia Coppolas film Lost In Translation från 2004.

## Låtlista
Alla låtar är skrivna av Air.
1. "Venus" – 4:04
2. "Cherry Blossom Girl" – 3:39
3. "Run" – 4:12
4. "Universal Traveler" – 4:22
5. "Mike Mills" – 4:26
6. "Surfing on a Rocket" – 3:43
7. "Another Day" – 3:20
8. "Alpha Beta Gaga" – 4:39
9. "Biological" – 6:04
10. "Alone in Kyoto" – 4:51